# ویلیاندی
ویلیاندی (به استونیایی: Viljandi) یکی از شهرهای کشور استونی است.
این شهر در سال ۲۰۱۱ میلادی ۱۷٬۴۷۳ نفر جمعیت داشته‌است.

## شهرهای خواهر خوانده
شهرهای خواهرخوانده:
| - آرنزبورگ، آلمان - اسلو، سوئد - فروستبورگ، مریلند، آمریکا - هرنوسند، سوئد - کرتینگا، لیتوانی | - پوروو، فنلاند - ترنوپیل، اوکراین - والمیرا، لتونی - کامبرلند، آمریکا |

## نگارخانه

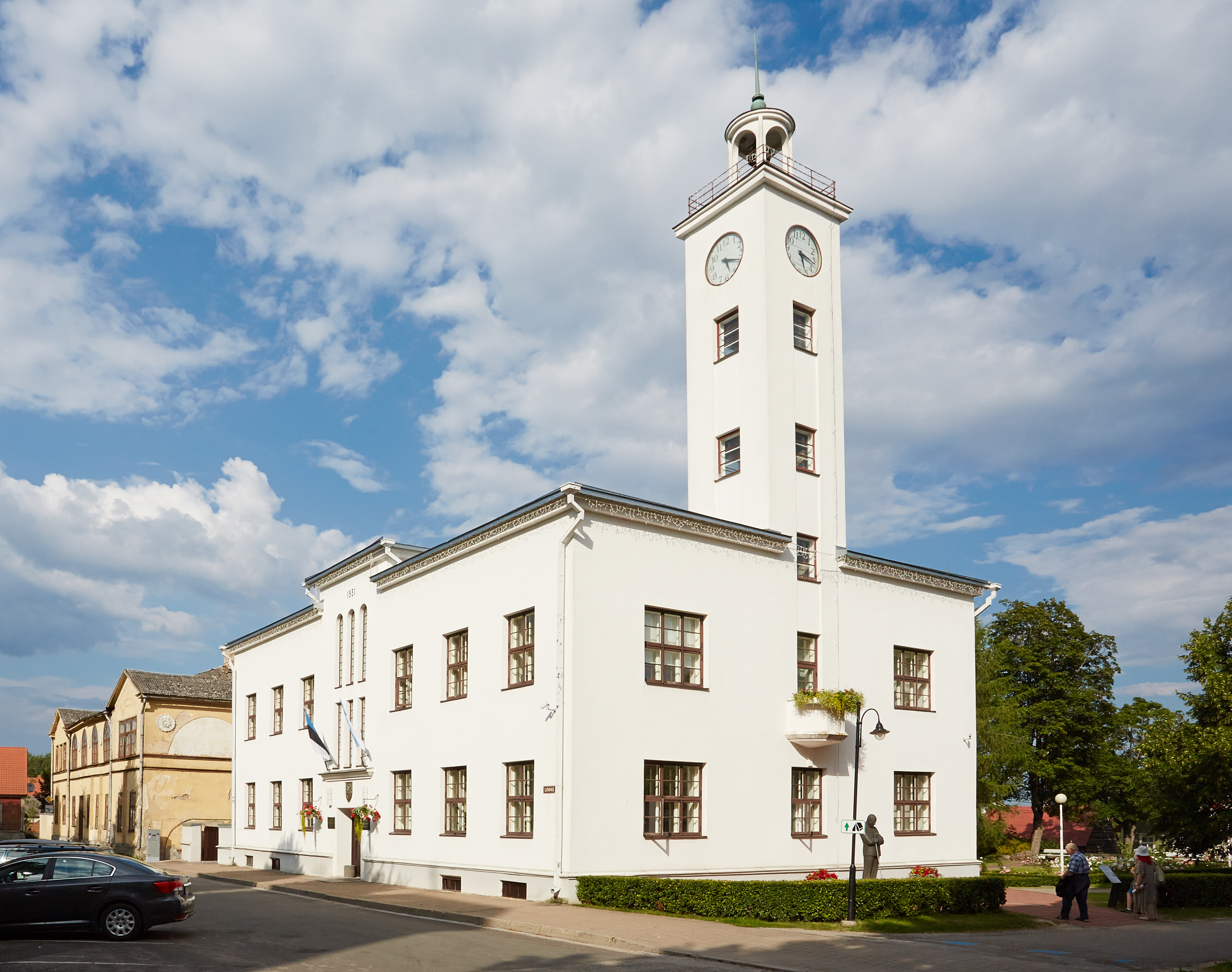
تالار شهر ویلیاندی
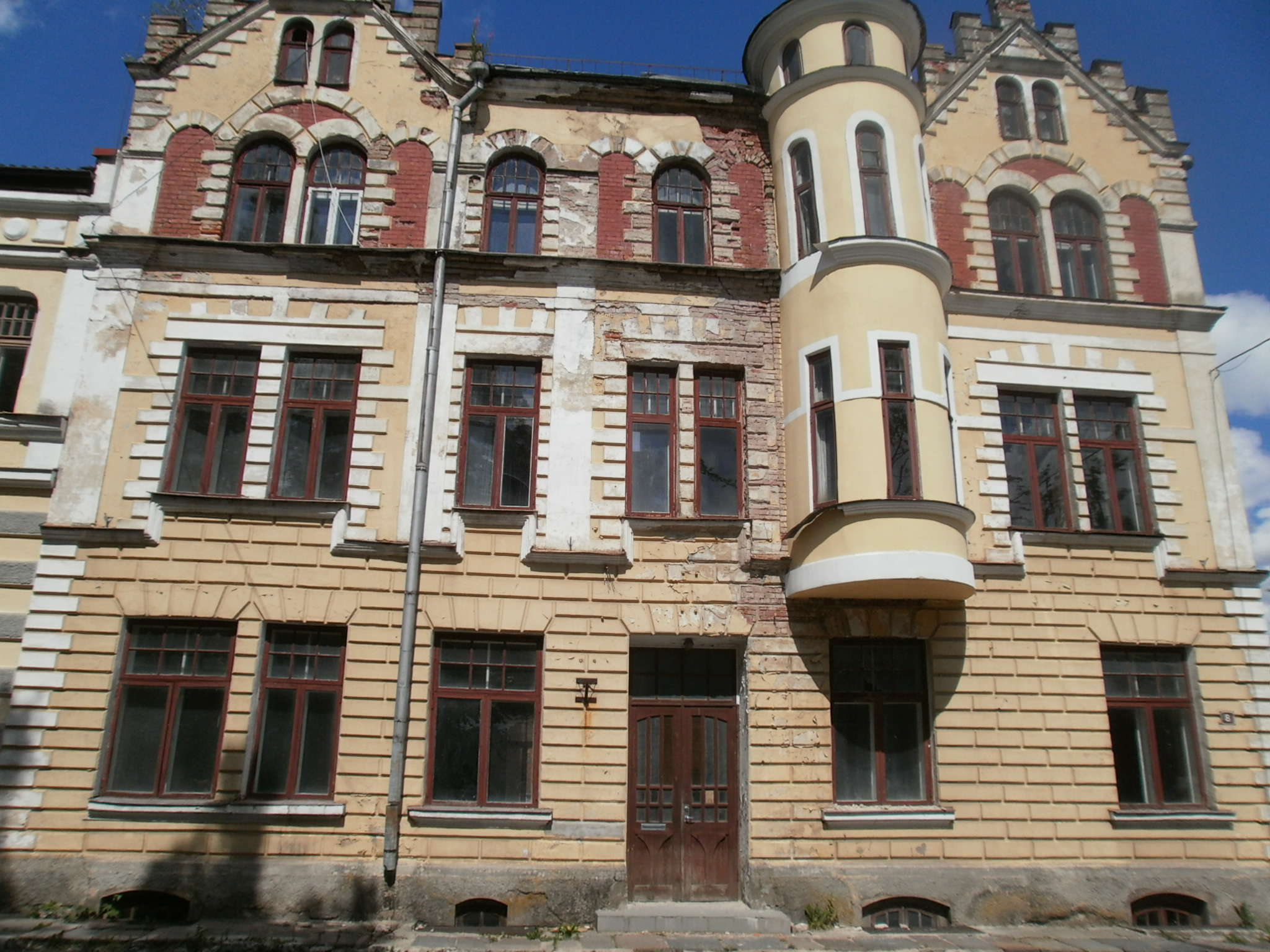
مدرسه فرهنگ ویلیاندی
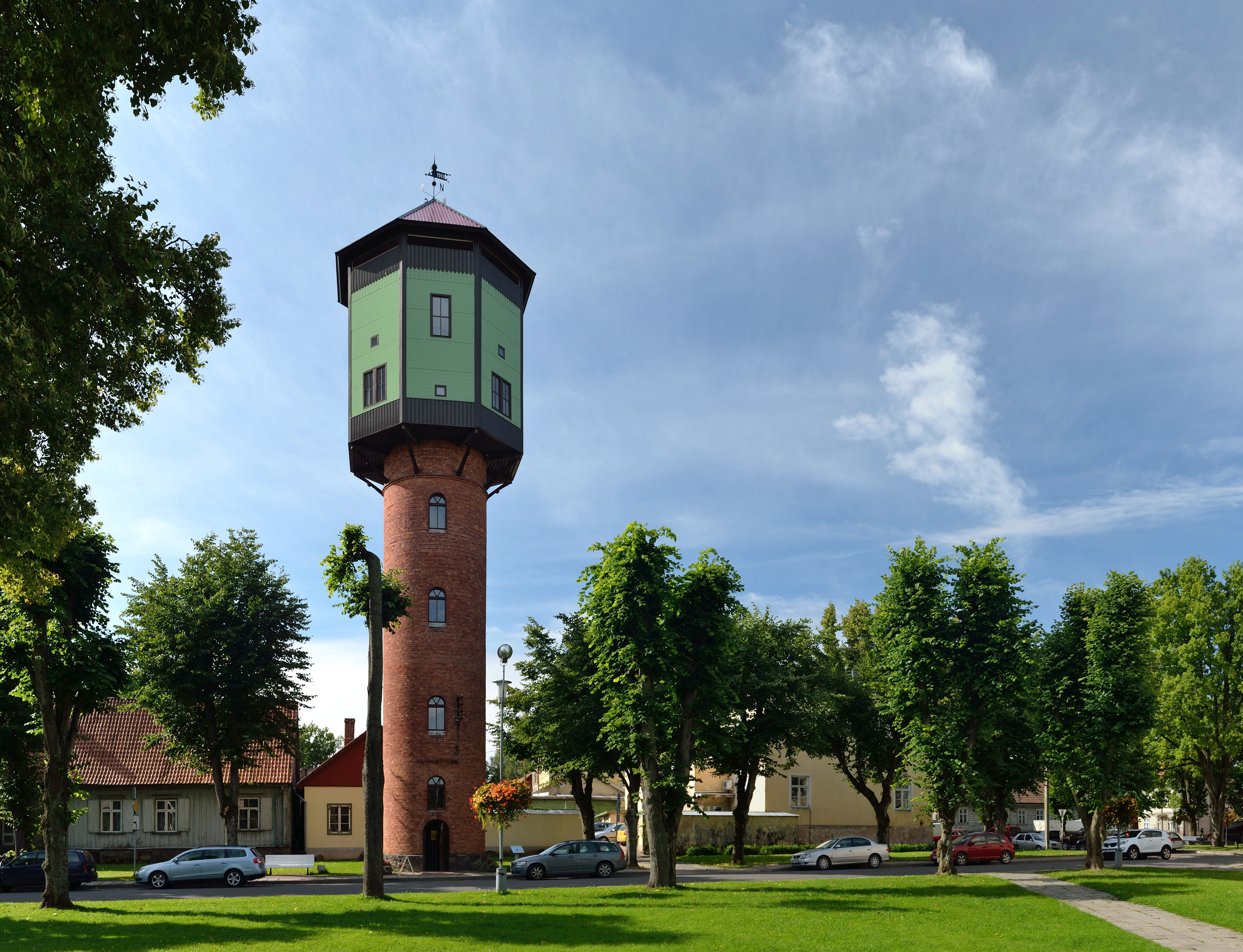
برج آب قدیمی
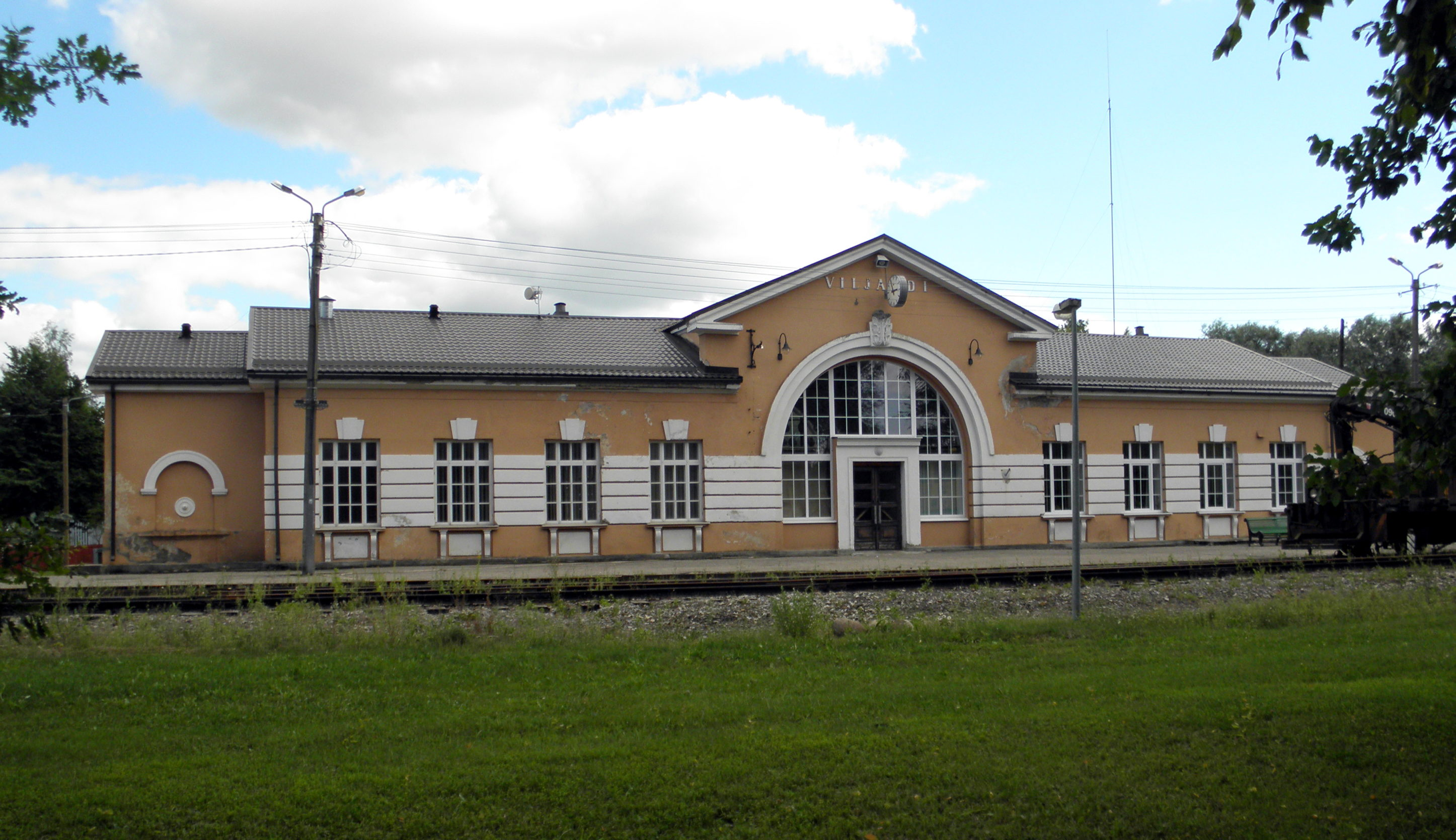
ایستگاه قطار
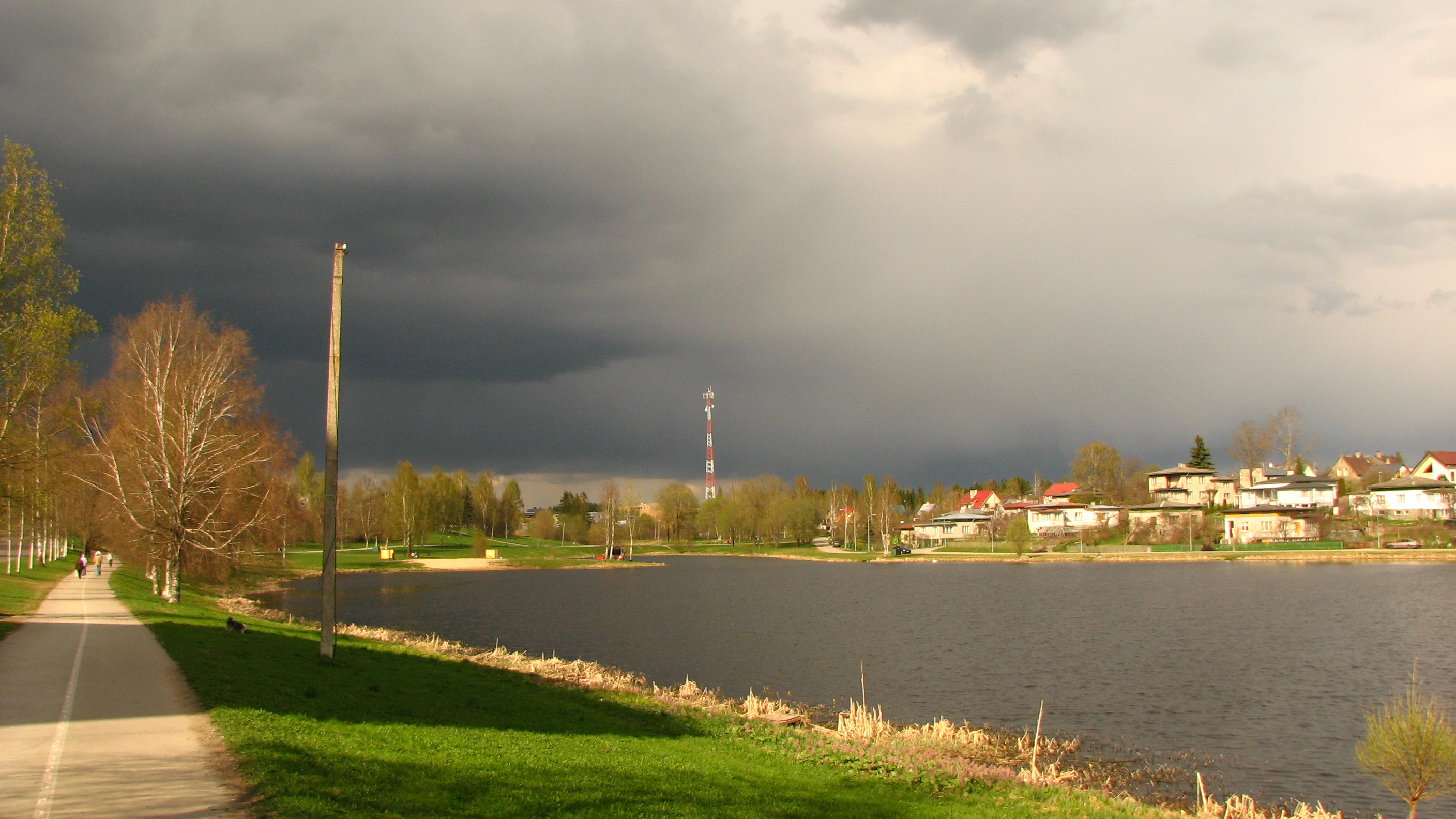
دریاچه پالا
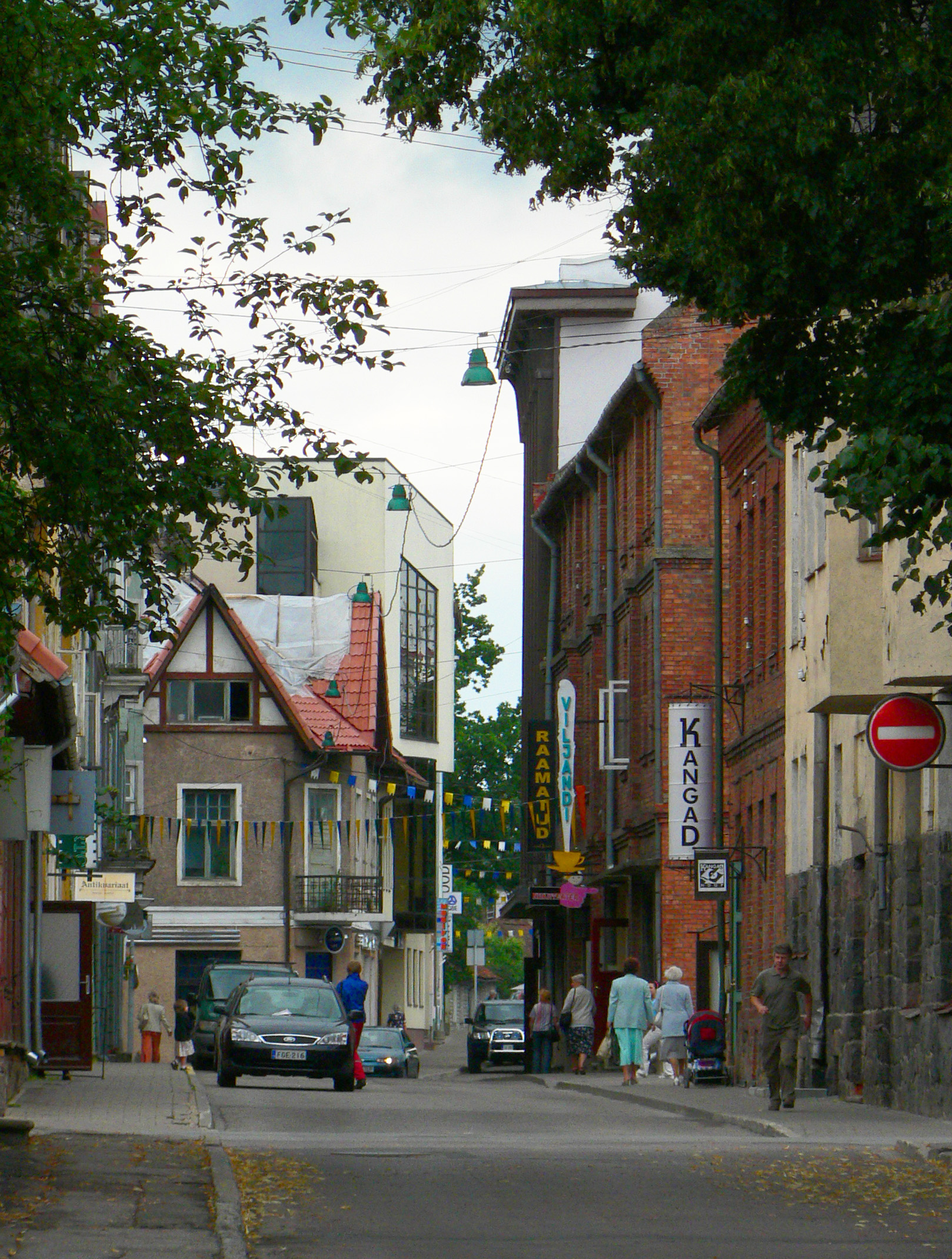
خیابان لوسی در مرکز ویلیاندی
کلیسای سنت پل
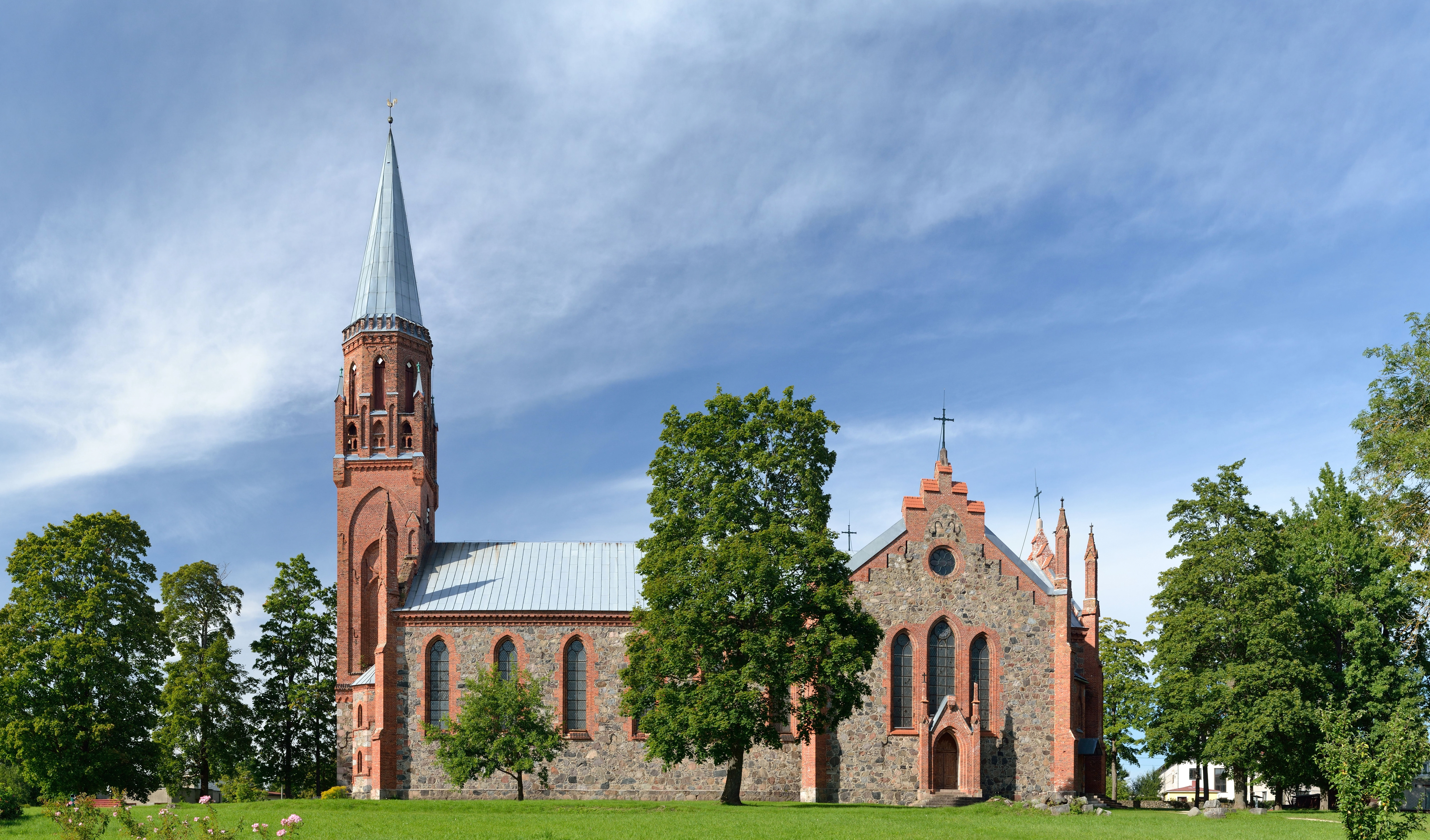
کلیسای سنت پل
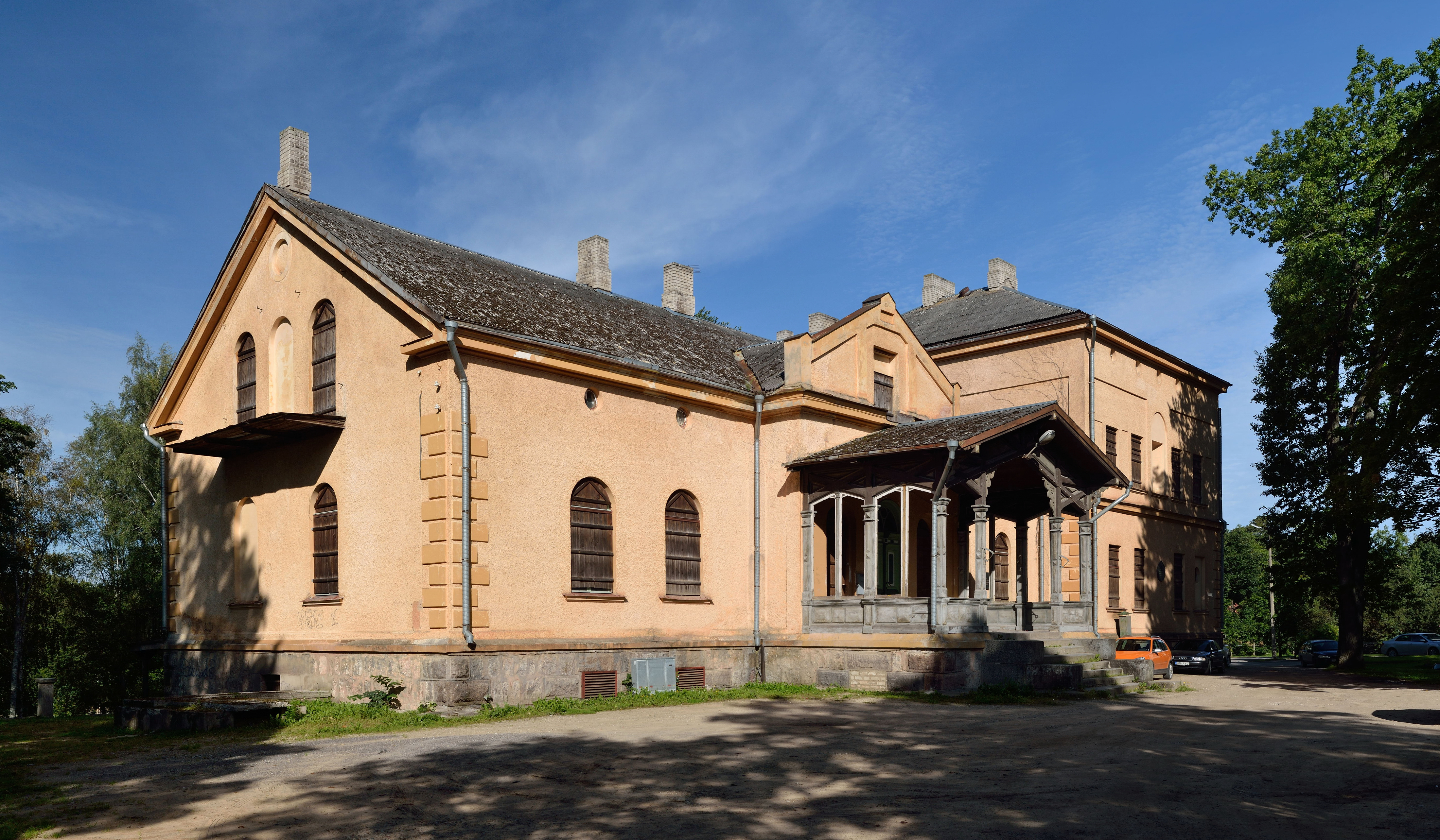
ساختمان عمارت اصلی ویلیاندی
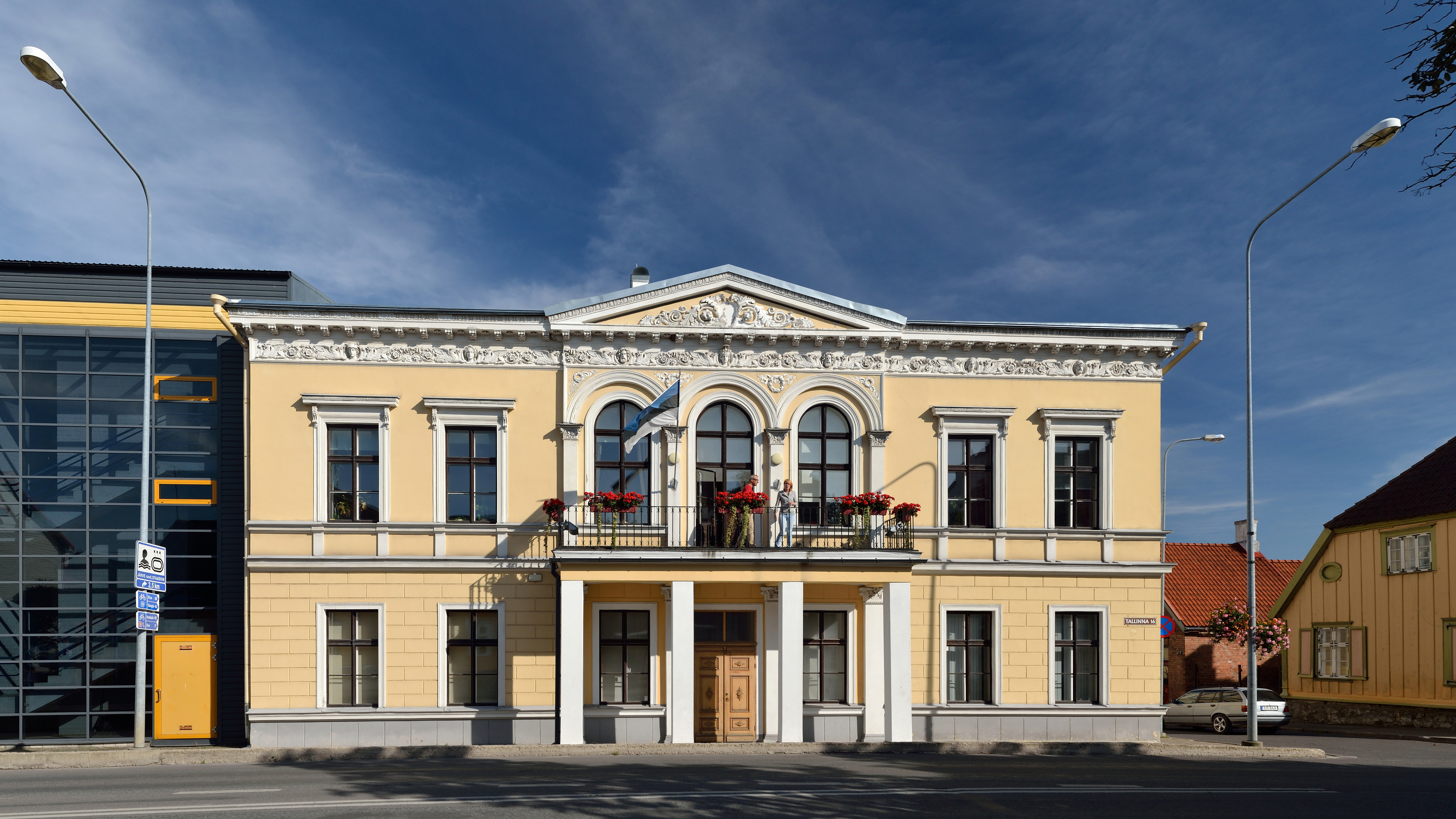
ساختمان اصلی آکادمی فرهنگ دانشگاه تارتو ویلیاندی
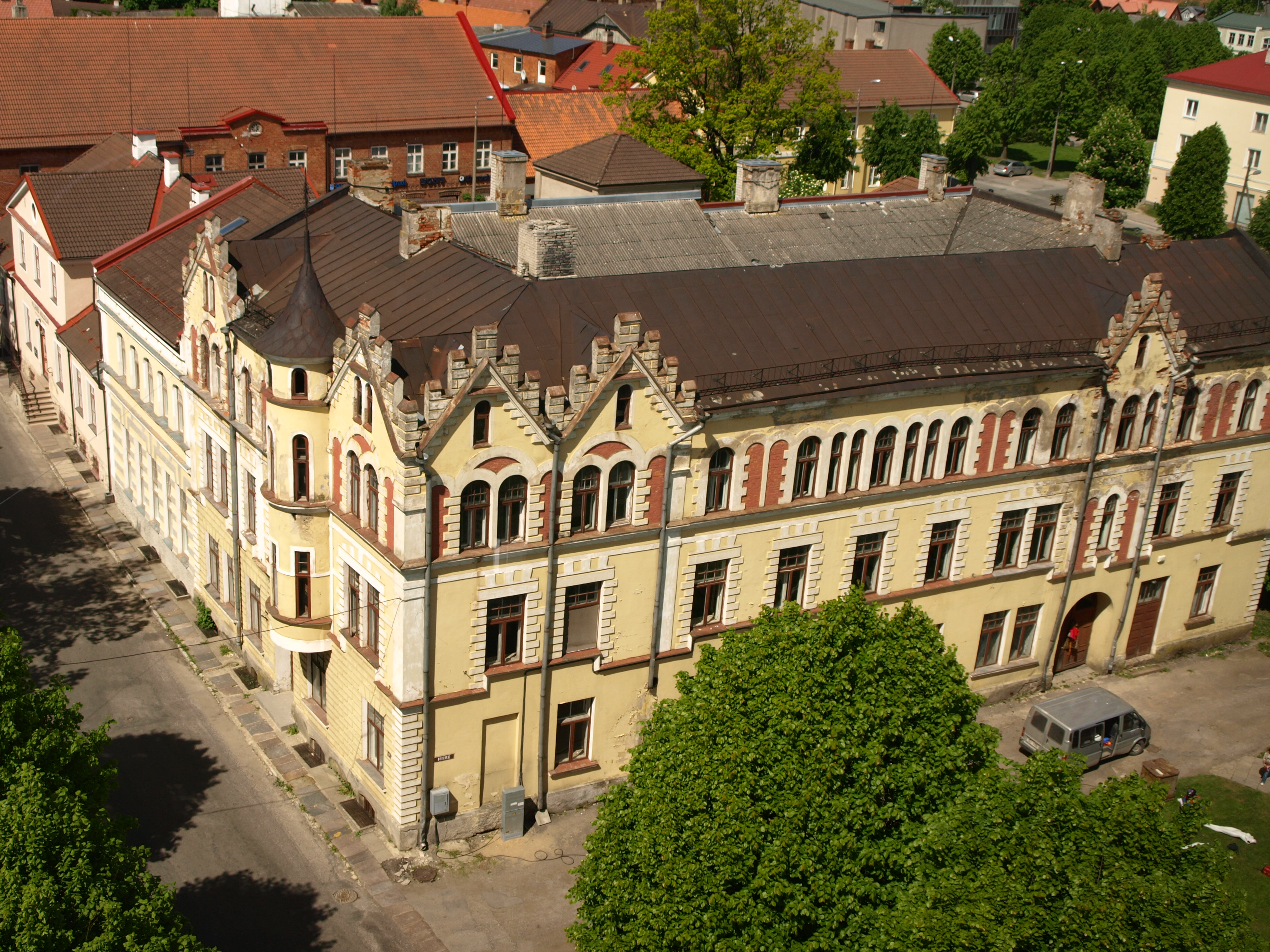
ساختمانی در منطقه قدیمی شهر
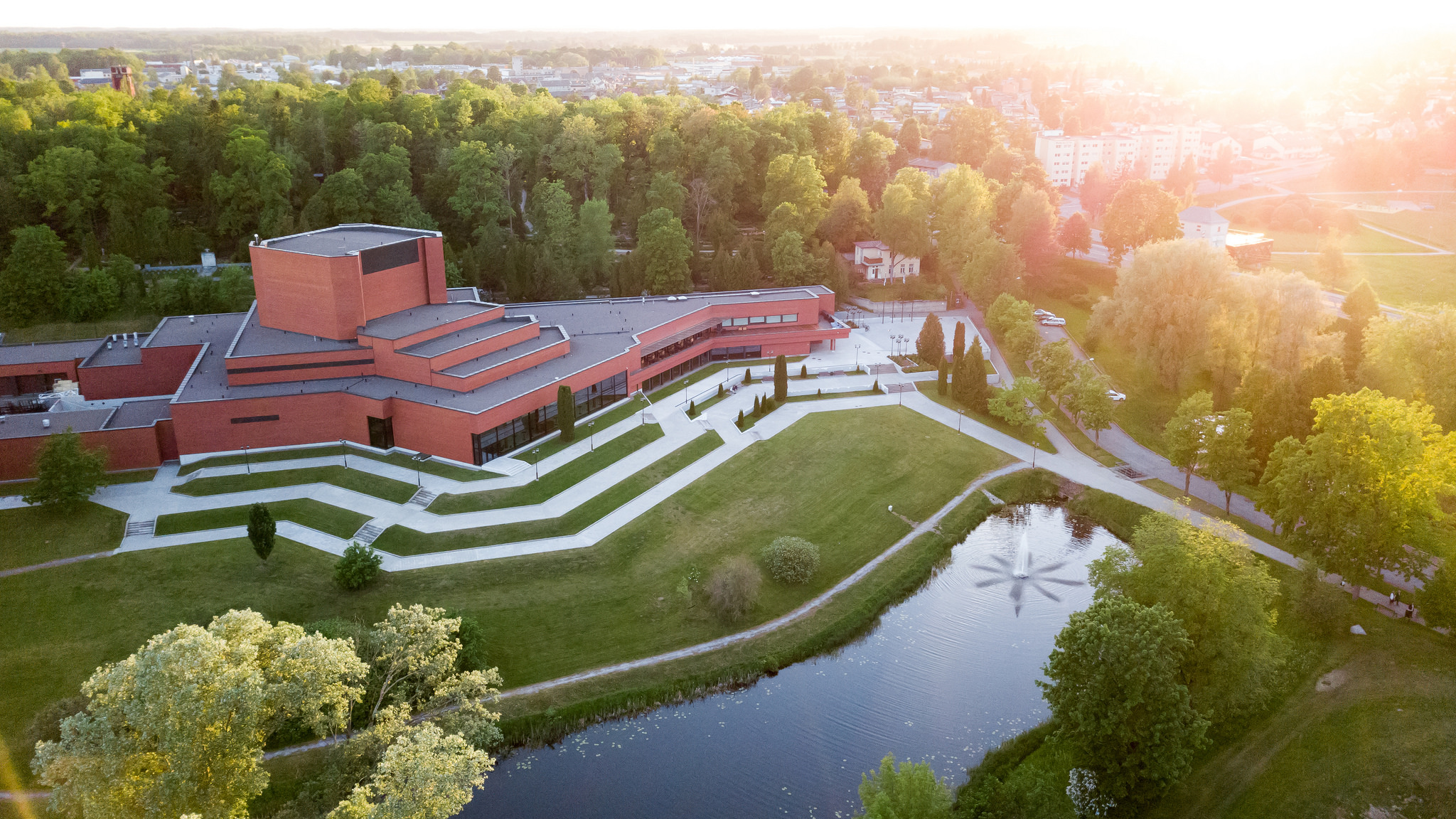
تئاتر اوگالا
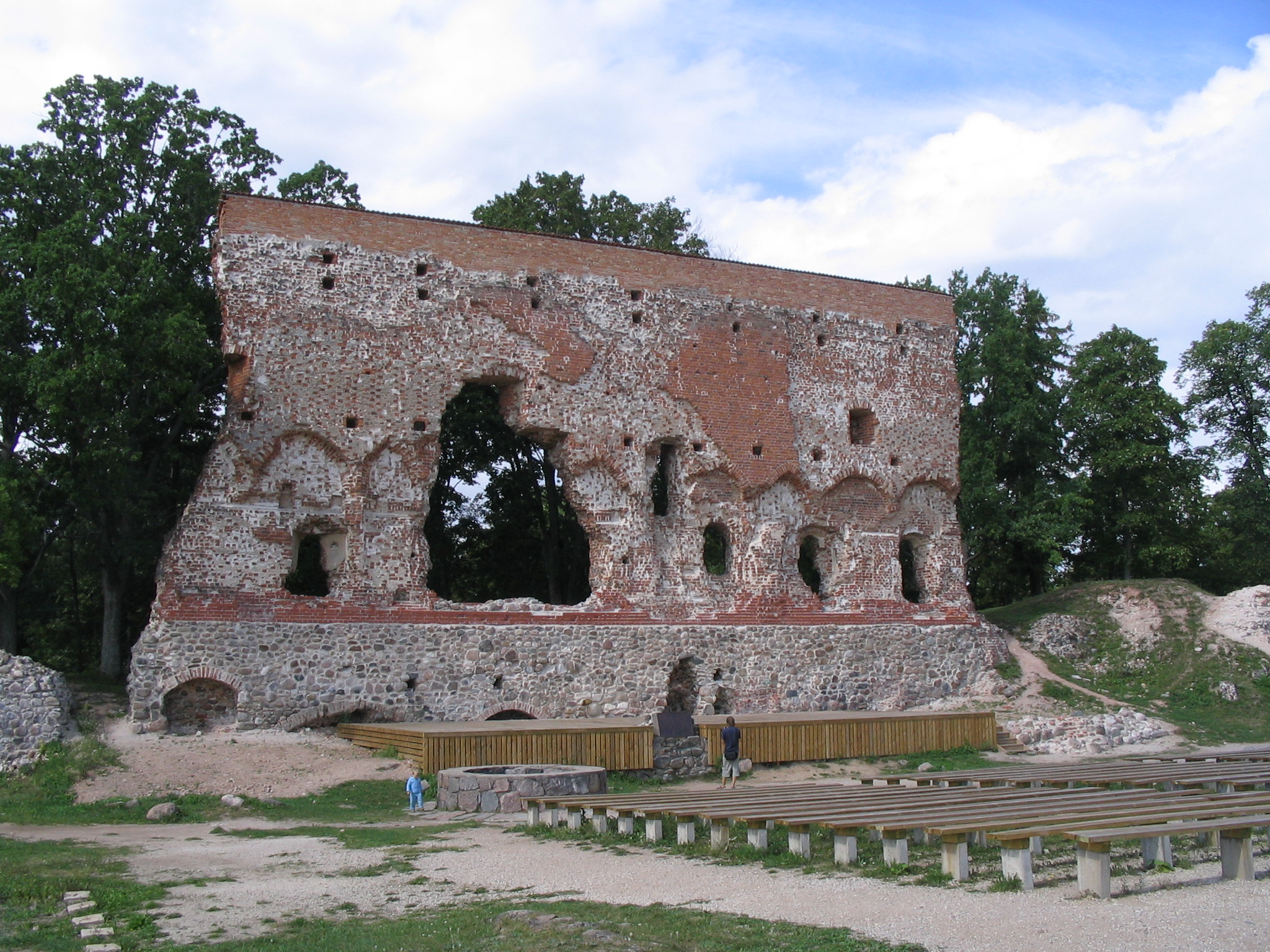
بقایای قلعه ویلیاندی